# Infern blau
Infern blau (títol original en anglès, The Shallows) és una pel·lícula de terror estatunidenc dirigida per Jaume Collet-Serra, estrenada l'any 2016. Ha estat doblada i subtitulada al català.

## Argument
Trobada surfista en una platja deserta, Nancy es troba acorralada en una penya a alguns metres de la riba. Un gran tauró blanc ronda als paratges.
Nancy, una jove estudiant americana, va a una platja deserta a Mèxic amb l'objectiu d'exercir la seva passió: el surf. A la platja, el nom de la qual li és desconegut però que coneix gràcies a la seva difunta mare que venia a fer surf abans de morir, Nancy troba altres dos surfistes locals, que li asseguren que els únics perills potencials a la mar són les roques, el corall de foc i les meduses.

## Repartiment
- Blake Lively: Nancy Adams
- Óscar Jaenada: Carlos
- Sedona Legge: Chloé Adams
- Brett Cullen: el pare de Nancy
- Angelo José Lozano Corzo: el surfista 1.
- José Manuel Trujillo Salas: el surfista 2.
- Diego Espejel: l'home sol.
- Pablo Calva: el fill de Carlos.
- Janelle Bailey: la mare de Nancy.

## Producció

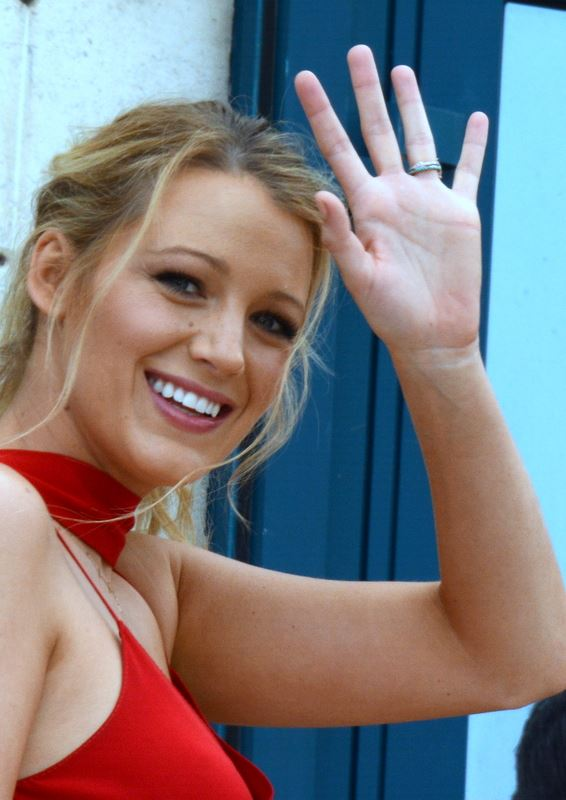
L'actriu principal Blake Lively al Festival de Canes 2016

Al setembre de 2014, és anunciat que Sony Pictures ha adquirit els drets d'un guió al voltant d'una història d'un tauró titulat In the Deep escrit per Anthony Jaswinski. Lynn Harris i Matti Leshem seran productors del projecte, via la societat Weimaraner Republic Pictures, el desembre de 2014 el guió és classificat a la The Black List dels millors guions a l'espera de producció. El març de 2015, Louis Leterrier és anunciat com a director. Tanmateix, el juny de 2015 el francès abandona el projecte per discrepàncies artístiques i per la rebaixa considerable del pressupost. Alguns dies més tard, és reemplaçat per Jaume Collet-Serra.
L'agost 2015, el títol del film esdevé The Shallows i el rodatge és anunciat per a novembre de 2015 a Austràlia.

### Repartiment dels papers
L'agost de 2015, Blake Lively aconsegueix el paper principal.

### Rodatge
El rodatge va tenir lloc a Austràlia, a Nova-Gal·les del Sud i a Queensland (als Village Roadshow Studios de Oxenford i de la Gold Coast).

## Rebuda
- "Un plaer culpable perfectament estúpid (...) 'The Shallows' podria haver estat una pel·lícula de sèrie B realment divertida. I en moltes maneres, ho és (...) Una pena que estigui una miqueta massa aigualida"[12]

- "Un festí estiuenc d'esglais (...) Pot ser que Lively hagi estat contractada principalment pel seu físic, però de totes maneres demostra ser una heroïna convincent"[13]

- "Tot és evidentment ridícul. Però Blake Lively, Collet-Serra i un tauró digital no tenen compassió a enganxar-nos amb tensió de sèrie B. I nosaltres, piquem (...) Puntuació: ★★½ (sobre 4)[14]